# Vito d'Asio
Vito d'Asio (Vît in friulano) è un comune italiano di 704 abitanti del Friuli-Venezia Giulia, appartenente al territorio dell'ex Provincia di Pordenone. È un comune italiano sparso in quanto la sede municipale non si trova nella località omonima ma nella frazione di Anduins. Il comune occupa un vasto territorio lungo la vallata del torrente Arzino, ricca di boschi e numerosi corsi d'acqua, in gran parte incontaminati dall'uomo.

## Geografia fisica

### Territorio
Vito d'Asio sorge a 520 m s.l.m., sebbene il municipio, in frazione Anduins, si trovi a 320 m s.l.m.. Il comune si trova in Val d'Arzino, vallata delle Prealpi Carniche, e si estende per 53,85 km² e va da un'altezza minima di 152 m s.l.m. ad una massima di 1.467 m s.l.m. È raggiungibile da Spilimbergo dirigendosi a nord tramite la SP1; dalla A28 proseguendo per la Cimpello-Sequals; dalla A23 uscendo a Gemona del Friuli e seguendo la direttrice Trasaghis - Forgaria nel Friuli - Flagogna; da Udine seguendo la SS464. Il territorio comunale è attraversato per tutta la sua lunghezza dal torrente Arzino, che ha dato il nome all'omonima valle.

## Origini del nome
La prima parte del toponimo deriva dal latino vicus "villaggio", da cui il friulano Vît, a sua volta italianizzato in Vito (si è creduto che derivasse dal personale Vito). La seconda parte è un nome collettivo con cui un tempo si identificava il territorio comprendente i villaggi di Vito, Anduins e Clauzetto; attestata sin dal 1289 come «Asium» è di origine sconosciuta.

## Storia

### Origini (1260 - 1448)
Le prime notizie riguardanti il comune risalgono al 1260, come risulta da un atto con il quale Wolvil di Ragogna vendette al Capitolo di Cividale un manso «in villa que dicitur Vitus». Pochi anni dopo, nel 1281, sempre «in Adasio in villa que dicitur Vit», i signori Duringo e Odorlico di Ragogna cedettero al Capitolo un altro manso.  La storia del territorio d'Asio, tuttavia, ha origini molto più antiche: si sa infatti che, fra il 900 e il 950, il Monte Asio, allora tutto rivestito di selve, servì da rifugio agli abitanti della vicina pianura che, durante il periodo delle incursioni ungaresche, fuggivano dalle atrocità dei barbari. Queste prime famiglie a poco a poco finirono con lo stanziarsi stabilmente nella zona e costituirono la Pieve d'Asio, ricordata per la prima volta nel 1186.
Gli abitanti, sparsi in modo disomogeneo su tutta la vallata, si unirono in borgate man mano che cresceva la sicurezza o aumentava il loro numero. Sul versante meridionale del monte sorsero quindi i tre villaggi di Clauzetto, Vito e Anduins. Dapprima, come altre giurisdizioni patriarcali, essi furono sottoposti al dominio della chiesa di Aquileia; poi, verso gli inizi del Duecento, furono ripartiti fra le giurisdizioni di Pinzano e di Osoppo (Vito d'Asio venne assegnata a quest'ultima). I tre villaggi formavano, comunque, una sola comunità chiamata Asio, com'è confermato da quello che è il documento più antico circa la Pieve d'Asio: il Laudo del 2 dicembre 1298 con il quale vennero composte alcune questioni di confine tra gli abitanti di Asio e quelli di Midiis, per quanto riguardava i diritti sul "Canale de Marzignis", ossia la Val d'Arzino.
Nel 1328 il patriarca aquileiese Pagano della Torre, dopo aver acquistato il dominio del territorio, conferì l'investitura di tutto il castello di Osoppo, con i possedimenti e diritti annessi, al nobile Federico di Savorgnan. Sotto la giurisdizione del Savorgnan gli abitanti di Vito d'Asio non ebbero certo una vita facile: è celebre il fatto avvenuto nel 1448, allorché a Tristano di Savorgnan venne il capriccio di farsi pagare dalle famiglie di Vito d'Asio una doppia decima di vino. I rappresentanti del comune si presentarono a reclamare nel suo castello di Osoppo, ma Tristano, messili in ceppi, li fece così crudelmente tormentare dal freddo, dalla fame e dal timore delle torture, che essi dovettero cedere alla sua volontà.

### Le dispute per l'assegnazione dei confini
Nel secolo successivo, con le convenzioni del 1523-1524, fu stabilita l'emancipazione del Canale d'Arzino da Midiis e Priuso, dato che, nel frattempo, i Comuni d'Asio erano cresciuti di popolazione e anche di armenti e di greggi. Allorché Clauzetto, Vito e Anduins, già concordi di fronte ai Comuni della Carnia, si trovarono alle prese tra di loro: da qui gare, contese e litigi tra privati e comuni. Nel 1555 il comune di Clauzetto propose che il Canale d'Arzino fosse diviso in due; Vito e Anduins, che avevano fatto causa comune, scelsero la parte a mezzogiorno e concorsero a stipulare tale divisione il 10 luglio 1555. È verso quest'epoca che gli abitanti delle Ville incominciarono a stabilirsi nei Canali, in cui, sino ad allora, erano presenti solamente casere e stalle.
Nel 1612 i tre Comuni del Canal d'Asio conseguirono dai Provveditori veneti il privilegio della conferma dei beni comunali goduti in antecedenza. Tuttavia i confini risultavano indicati assai approssimativamente, per cui, nel 1620 il Provveditore Loredan decretò che a determinarli dovesse servire il già citato Laudo del 1281.

### Il conte Giacomo Ceconi
Alla fine dell'Ottocento la storia di Vito d'Asio fu legata al nome del conte Giacomo Ceconi, nato e vissuto nella frazione di Pielungo, dove sorge la villa di famiglia, il cosiddetto Castello Ceconi. Il conte provvide a valorizzare il suo paese natale con numerose opere pubbliche; tra le più importanti troviamo la Chiesa di Sant'Antonio a Pielungo e la Strada Regina Margherita, inaugurata nel 1891, che da Pielungo scende verso la zona pedemontana. Egli destinò inoltre ingenti somme per la costruzione di edifici scolastici e il finanziamento di una scuola artigiana e di una cooperativa di consumo. Successivamente, eletto sindaco del comune, istituì numerosi servizi di pubblica utilità. Trascorse gli ultimi anni della sua vita nel castello che fece costruire a Pielungo.

### Il terremoto
Nel 1976 fu devastato dai terremoti del 6 maggio e del 15 settembre, che provocarono enormi crolli e danni. Molti crolli furono favoriti dall'età avanzata degli edifici, che erano stati risparmiati dalle devastazioni delle guerre mondiali. Dopo il terremoto venne riedificato completamente con criteri antisismici.

### Simboli
Lo stemma e il gonfalone sono stati concessi con DPR del 2 marzo 1984. 
Lo stemma rappresenta su sfondo azzurro un abete, posto sulla sommità di una montagna, attraversato da una banda d'argento, caricata di cinque stelle d'oro, di cinque raggi, a piombo, e sormontato da un cartiglio che riporta la scritta: IN VILLA DE VITO CONTRATE ASII - 1642.
Il gonfalone è un drappo partito di giallo e di azzurro.

## Via "Jacopo" Ortis
A Vito d'Asio nacque Girolamo Ortis, lo sventurato giovane al quale si ispirò Ugo Foscolo nelle sue Ultime lettere di Jacopo Ortis. Studiò a Portogruaro nel seminario della diocesi di Concordia (oggi Collegio Marconi), in cui insegnava il fratello Leonardo, sacerdote molto apprezzato per cultura e umanità. Girolamo si iscrisse poi a medicina in Padova, dove soggiornò nel Collegio Pratense, di fianco alla basilica del Santo. Mancavano poche settimane alla laurea quando fu ritrovato immerso in una pozza di sangue nel pavimento della sua stanza; si era inferto due pugnalate, una al petto l'altra alla gola. Non si seppe perché. I funerali avvennero il giorno stesso nella vicina chiesa di San Lorenzo, oggi non più esistente, nella cui cripta il giovane fu sepolto. L'area della chiesa è facilmente riconoscibile: la cosiddetta Tomba di Antenore, simbolo della città, era addossata alla sua facciata. Girolamo è sepolto sotto la Tomba di Antenore, nel cuore di Padova.

## Monumenti e luoghi d'interesse

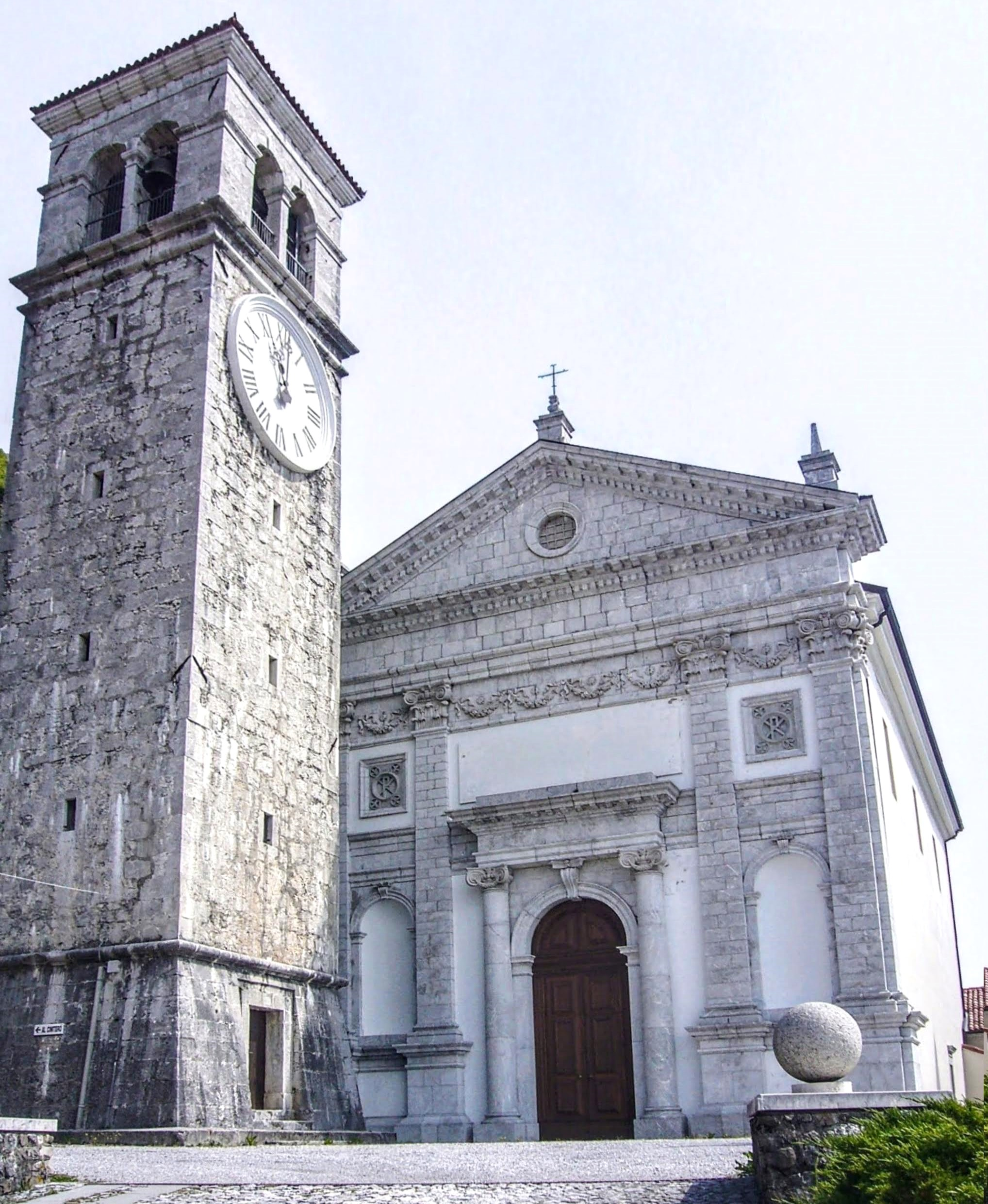
La chiesa parrocchiale di San Michele Arcangelo

### Architetture religiose
- Chiesa di San Michele Arcangelo a Vito d'Asio: conserva al suo interno alcune opere d'arte, tra le quali due statue di L. Ferrari ed una pala di Odorico Politi.
- Pieve di San Martino d'Asio fra i paesi di Clauzetto e Vito d'Asio. Si tratta di uno degli edifici religiosi più importanti per lo studio della scultura cinquecentesca del Friuli Venezia Giulia. La chiesa conserva un altare scolpito da G. A. Pilacorte, "una delle sue ultime opere"[11] (risalente al 1525-1528), un'ancona lignea di G. Martini ed una pala di G. Secante[12].

### Architetture civili

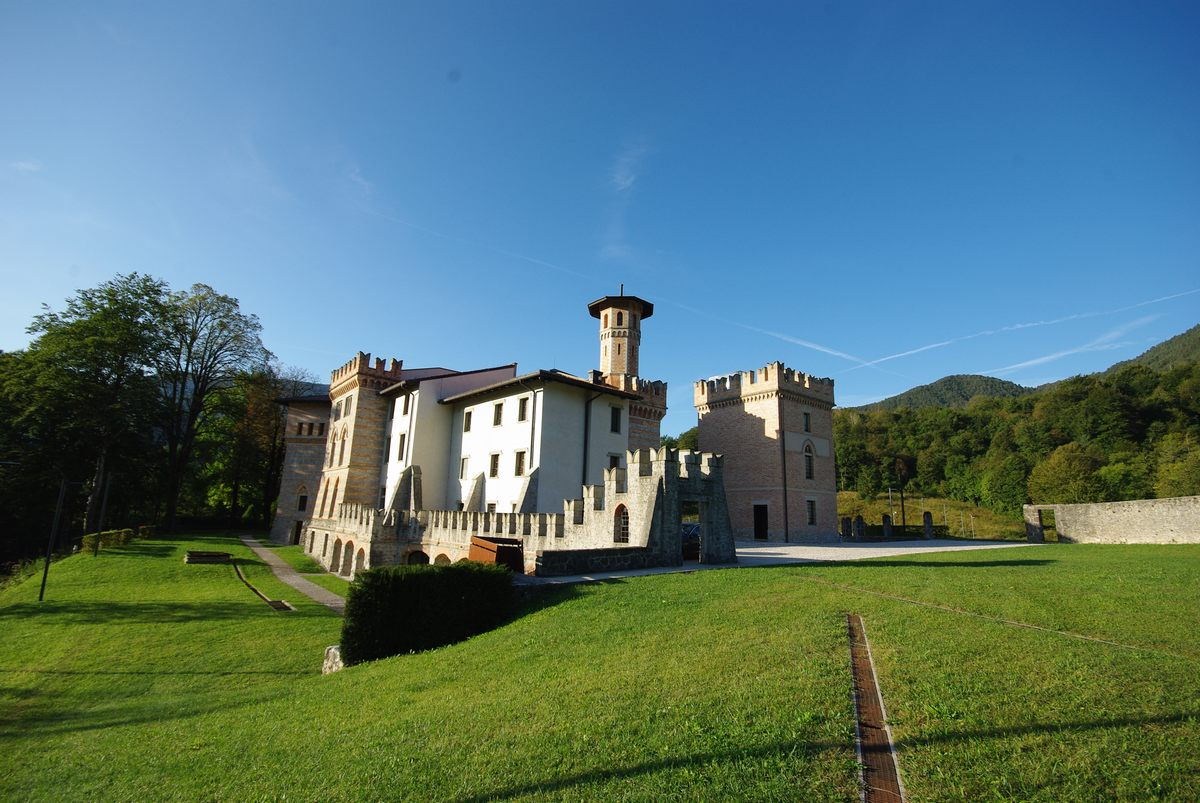
Castello Ceconi

- Castello Ceconi a Pielungo, progettato dal conte Giacomo Ceconi ed uno dei più begli esempi di architettura eclettica dell'intero Friuli[13][14].

### Aree naturali
- Fonti solforose ad Anduins
- Cjasa das Aganas o Grotta delle Streghe ad Anduins[15]
- Cjanal di Cuna o Canale di Cuna, antiche borgate disabitate site fra i paesi di San Francesco e Tramonti di Mezzo
- Madonna della neve ad Anduins, dove la vista spazia sulla vallata del Tagliamento
- Il Troi dai Asìns e la Mari dal Friùl, sentiero in cresta che porta ad un'ampia terrazza naturale con vista Sul Friuli
- Forra dell'Arzino da Anduins a Pielungo, per 11 km lungo la strada Regina Margherita con splendidi scorci panoramici
- Falesia di Anduins, palestra di roccia attrezzata dove è possibile arrampicare su 129 vie differenti

## Società

### Evoluzione demografica
Abitanti censiti

### Lingue e dialetti
A Vito d'Asio, accanto alla lingua italiana, la popolazione utilizza la lingua friulana. Ai sensi della Deliberazione n. 2680 del 3 agosto 2001 della Giunta della Regione autonoma Friuli-Venezia Giulia, il Comune è inserito nell'ambito territoriale di tutela della lingua friulana ai fini della applicazione della legge 482/99, della legge regionale 15/96 e della legge regionale 29/2007.
La lingua friulana che si parla a Vito d'Asio rientra fra le varianti appartenenti al friulano occidentale.